# Monster (Fear the Walking Dead)
«Monstruo» —título original en inglés: «Monster»— episodio de estreno y el séptimo episodio en general de la segunda temporada de la serie de televisión posapocalíptica, horror Fear the Walking Dead. En el guion estuvo a cargo Dave Erickson y por otra parte Adam Davidson dirigió el episodio, que salió al aire en el canal AMC el 10 de abril de 2016 en los Estados Unidos y en Latinoamérica.
Este episodio marca la aparición final de Elizabeth Rodríguez (Liza Ortiz), quien murió en el episodio anterior, aparece brevemente como un cadáver en este episodio.

## Trama
El grupo evacua al barco Abigail mientras los militares bombardean Los Ángeles, en un intento por controlar el brote. En el mar, el grupo se encuentra con otro bote lleno de sobrevivientes, pero Strand se niega a recogerlos. Strand informa al grupo que se dirigen a San Diego. Alicia usa la radio, solo para escuchar llamadas de socorro y entabla una conversación con otro sobreviviente en el mar llamado Jack. Travis nota que Chris y Daniel se unen por sus pérdidas. Madison se preocupa por cómo Strand se niega a dormir y Daniel le dice que sospecha de los motivos de Strand. Una vez que están lo suficientemente lejos del mar, el grupo celebra un funeral para Liza y la entierra en el mar. Sin embargo, Chris reacciona violentamente y culpa a Travis por su muerte. Alicia se entera de que Jack se está hundiendo y él pide ayuda. Strand rechaza su plan de ayudar a Jack y amenaza con arrojar por la borda a cualquiera que lo desobedezca. Mientras el grupo se prepara para la cena, Chris salta por la borda y Nick se une a él, solo para encontrar a varios caminantes flotando en el agua desde un barco volcado hundido por los disparos. Nick recupera los registros de la nave, pero Strand advierte que otra nave se está acercando rápidamente, probablemente una nave hostil.

## Recepción
"Monster" recibió críticas positivas de los críticos. En Rotten Tomatoes, obtuvo una calificación del 73% con un puntaje promedio de 6.95 / 10 basado en 22 comentarios. El consenso del sitio dice: "Los zombis que nadan, una narrativa única de escape del océano y el desarrollo mejorado de los personajes superan el lento ritmo de 'Monster".
Matt Fowler of IGN le otorgó a "Monster" una calificación de 6.7 / 10 indicando: "El estreno de la segunda temporada de Fear the Walking Dead nos dio una emocionante secuencia de apertura 'el escape de LA', un escenario marino único, y se burló de algunos peligros interesantes que se nos presentaron. Pero el episodio en sí fue plano y lleno de personajes altamente emocionales que tomaron malas decisiones / errores. Lo que luego solo nos hace estar del lado del sociópata del grupo."

### Audiencia
"Monster" fue visto por 6.67 millones de televidentes en los Estados Unidos en su fecha de emisión original, ligeramente por debajo de la calificación del final de la primera temporada de 6.86 millones.